# Chiesa dei Santi Andrea e Ponzio
La chiesa dei Santi Andrea e Ponzio è la parrocchiale di Dronero, in provincia di Cuneo e diocesi di Saluzzo; fa parte della zona di Busca, Dronero e Valle Maira.

## Storia
La primitiva chiesa di Dronero sorse nel XII secolo.
L'attuale parrocchiale, dedicata sia a sant'Andrea che a san Ponzio in ricordo delle intitolazioni delle due antiche pievi della zona, fu iniziata nel 1455; il nuovo edificio venne portato a compimento nel 1461 e consacrato il 13 ottobre di quello stesso anno.
Successivamente al 1631, anno della peste, la chiesa fu ridipinta, intonacate e ripulita per la disinfezione; dalla relazione della visita pastorale del 1643 di monsignor Francesco Agostino Della Chiesa s'apprende che nella parrocchiale erano collocati circa quindici altri e ventotto tombe, che il pavimento era danneggiato in svariati punti e che la sacrestia non era adeguata; pertanto ne fu ordinata il rifacimento.
Nel 1722 venne costruita su progetto di Francesco Gallo la cupola, poi decorata da Carlo Innocenzo Pozzo.
Tra il 1782 e il 1784 fu edificata la nuova sacrestia e nel 1876 fu aggiunta la cappella laterale del Sacro Cuore di Gesù; nel 1882 la facciata subì un rifacimento e tra il 1886 e il 1889 la chiesa venne restaurata.
Nel 1959 fu ristrutturato il campanile e tra il 2015 e il 2017 il tetto venne rifatto.

## Descrizione

### Esterno
La facciata, che guarda a ponente e che è coronata da piccole guglie, è tripartita da quattro lesene e presenta tre rosoni e due bifore nelle parti laterali, mentre in quella centrale il portale, recante la scritta  ANNO DOMINI MCCCCLXI DIE VERO XII MENSIS OCTOBRIS/INSUPER ADSCRIPTIS HOC TEMPLUM SACRA RECEPIT PONTIUS ET ANDREAS SUNT SIBI NOMINE DATI e sopra il quale vi è la ghimberga caratterizzata da un rosone polilobato.

### Interno
L'interno è suddiviso in tre navate; l'aula termina con il presbiterio, rialzato di un gradino e a sua volta chiuso dell'abside, caratterizzata dal deambulatorio.
Opere di pregio qui conservate sono l'organo, costruito nel 1854 e composto da 1602 canne, un'acquasantiera risalente al 1461, il crocifisso in legno scolpito nel XV secolo e il monumento funebre di Giovanni Battista Caroli, realizzato intorno al 1584.